# База передового развёртывания Салерно
База передового развёртывания Салерно (англ.  Forward operating base (FOB) Salerno – бывшая база передового развёртывания использовавшаяся Вооружёнными силами США в рамках проведения операции «Несокрушимая свобода» с 2002 по 2013.  Располагалась в юго-восточной афганской провинции Хост, неподалёку от административного центра - города Хост. База Салерно имела неофициальное наименование «Город ракет» ("Rocket City") из-за многочисленных случаев обстрелов гранатомётами и миномётами, произошедших за более, чем десятилетнее пребывание там ВС США. На 1 ноября 2013 года ВС США покинули базу и передали контроль над ней Афганской национальной армии.

## Общие сведения
Объект был основан в 2002 году подразделениями оперативной группой «Пантера» (Task Force Panther), 505-м парашютно-пехотным полком. База получила наименование в честь салернского берегового плацдарма в Италии, куда 505-й полк десантировался 14 сентября 1943 года в ходе операции «Лавина» (англ.  Operation Avalanche). Спустя годы на базе располагалось около 5000 человек: военнослужащих, гражданских лиц и подрядчиков..
Салерно выросла до размеров небольшого города. На его территории располагались полевой госпиталь, просторный тренажёрный зал, почта, часовня, большая армейская столовая, авиационные ангары, ремонтные мастерские, казармы, полуторакилометровая грунтово-гравийная взлётно-посадочная полоса, передовой пункт пополнения боекомплекта и дозаправки топливом и базы расположения подразделений Командования специальных операций США.
В ноябре 2009 года часть базы, где располагались совместно спецназовцы США и афганские коммандос, была переименована в Кэмп Пучино (англ. Camp Pucino ) в честь погибшего в том же месяце бойца специальных сил США штаб-сержант Мэттью Пучино. Он был членом оперативного отряда Alpha 2223 (ODA 2223).
Солдаты 2-го батальона 506-го пехотного полка 4-й бригады 101-й воздушно-десантной дивизии, также известной, как рота Fox (англ.  Fox Company ), были последними, кто занимал базу. Они были выведены до 31 октября 2013 года, после передачи объекта армии Афганистана..
База Салерно изолирована от остального Афганистана географически, соединяясь с ним через перевал Хост-Гардез. Этот перевал является естественным узким местом во всём регионе и становился ареной многих боестолкновений как на всём протяжении войны США в Афганистане, так и во время советско-афганской войны.
В период деятельности базы в Салерно находились два сапёрных взвода, специализирующихся на операциях по разминированию. Большая часть подразделений по разминированию были взяты из числа находящихся на действительной службе в составе Национальной гвардии США. Их задачами были обезвреживание СВУ, а также сопровождение конвоев через сильно заминированную территорию. Также, они были ответственны за расчистку от СВУ перевала Хост-Гардез. Эти операции проводятся очень медленно. Поскольку перевал очень длинный и удобный для постановки взрывных устройств, такие операции могут занимать до нескольких дней. База находится во враждебном окружении и располагается всего в 48 километрах к югу от комплекса пещер Тора Бора. А также всего в 40 километрах к северу от места, где произошёл инцидент с так называемым «дружественным огнём», в результате которого погиб известный игрок в американский футбол Пэт Тиллман.

## Внешние ссылки
1. ↑  Wissing, Douglas. Delays, Closings and Severe Weather – View All Alerts and Updates Cultivating Afghanistan: A Day on FOB Salerno. Indiana Public Media. Дата обращения: 26 марта 2013. Архивировано из оригинала 10 июня 2016 года.
2. ↑  Powell, Brent (26 сентября 2010). News: Base operations section keeps Camp Salerno functional. Department of Defense News Release. Архивировано 15 января 2019. Дата обращения: 16 ноября 2013.
3. ↑  Night of Excellence – SSG Matthew A. Pucino Memorial Foundation. SOF News. 10 июля 2018. Архивировано 8 мая 2021. Дата обращения: 16 марта 2018. {{cite news}}: Указан более чем один параметр |work= and |newspaper= (справка)
4. ↑  Moeller, Justin (6 ноября 2013). Currahees transfer FOB Salerno to ANA. Department of Defense News Release. Архивировано 15 января 2019. Дата обращения: 16 ноября 2013.
5. ↑  Комиссия заслушает экс-главу Пентагона Рамсфельда по делу о гибели капрала Тиллмана под "дружественным огнем". NEWSru.com. 10 июля 2018. Архивировано 13 ноября 2017. Дата обращения: 1 августа 2007.